# Asthenargus
Asthenargus es un género de arañas araneomorfas de la familia Linyphiidae. Se encuentra en Eurasia y África.

## Lista de especies
Según The World Spider Catalog 12.0:
- Asthenargus bracianus Miller, 1938
- Asthenargus brevisetosus Miller, 1970
- Asthenargus carpaticus Weiss, 1998
- Asthenargus caucasicus Tanasevitch, 1987
- Asthenargus conicus Tanasevitch, 2006
- Asthenargus edentulus Tanasevitch, 1989
- Asthenargus expallidus Holm, 1962
- Asthenargus helveticus Schenkel, 1936
- Asthenargus inermis Simon & Fage, 1922
- Asthenargus linguatulus Miller, 1970
- Asthenargus longispinus (Simon, 1914)
- Asthenargus major Holm, 1962
- Asthenargus marginatus Holm, 1962
- Asthenargus matsudae Saito & Ono, 2001
- Asthenargus myrmecophilus Miller, 1970
- Asthenargus niphonius Saito & Ono, 2001
- Asthenargus paganus (Simon, 1884)
- Asthenargus perforatus Schenkel, 1929
- Asthenargus placidus (Simon, 1884)
- Asthenargus thaleri Wunderlich, 1983